# Димитър Костов (футболист)
Вижте пояснителната страница за други личности с името Димитър Костов.
Димитър Костов-Яшко е бивш български футболист, дефанзивен полузащитник.
Играе за „Ударник“ (1952-1956) и „Славия“ (1956-1967), с общо 240 мача и 21 гола.
Носител на купата на страната през 1952, 1963, 1964 и 1966, финалист през 1954 г. Вицешампион през 1954, 1955, 1959 и 1967 г. и бронзов медалист през 1964, 1965 и 1966 г. Полуфиналист за КНК през 1967 г., изиграл е 15 мача. Има 8 мача и 1 гол за „А“ националния отбор (1959-1962) и 6 мача за „Б“ националния отбор. Участва на СП-1962 в Чили, играе в мача срещу Англия (0:0).
Заслужил майстор на спорта от 1965 г. След приключване на състезателната си кариера работи като треньор.